# Nico Pérez
Nico Pérez és una localitat de l'Uruguai, ubicada al nord-est del departament de Florida, sobre el límit amb la ciutat de José Batlle y Ordóñez (Lavalleja). Té una població aproximada de 1.049 habitants, segons les dades del cens del 1990.
Es troba a 278 metres sobre el nivell del mar.
El poble va ser un lloc destacat durant la guerra civil uruguaiana de 1904, la qual va enfrontar a militants dels partits polítics tradicionals Colorado i Nacional.
| 1963 | 1975 | 1985 | 1996 | 2004    |
| ---- | ---- | ---- | ---- | ------- |
| 743  | 958  | 580  | 890  | {{{5}}} |

## Fills il·lustres
- Wilson Ferreira Aldunate, líder polític del Partit Nacional